# Bundestagswahlkreis Miesbach
Der Bundestagswahlkreis Miesbach war von 1949 bis 1972 ein Wahlkreis in Bayern. Er umfasste die Landkreise  Miesbach, Starnberg und Wolfratshausen. Zur Bundestagswahl 1976 wurde der Wahlkreis aufgelöst. Die Kreise Miesbach und Starnberg kamen zum Bundestagswahlkreis München-Land, während der Kreis Wolfratshausen zum Bundestagswahlkreis Weilheim kam. In der Folgezeit wurden die Bundestagswahlkreise im Raum Oberbayern wiederholt neugegliedert.

## Wahlkreissieger
| Jahr | Name                                      | Partei       |
| ---- | ----------------------------------------- | ------------ |
| 1949 | Josef Eichner                             | Bayernpartei |
| 1953 | Franz Gleissner                           | CSU          |
| 1957 | Franz Gleissner                           | CSU          |
| 1961 | Franz Gleissner                           | CSU          |
| 1965 | Franz Gleissner                           | CSU          |
| 1969 | Franz Gleissner                           | CSU          |
| 1972 | Franz Ludwig Schenk Graf von Stauffenberg | CSU          |

## Wahlkreisgeschichte
| Wahl      | Wahlkreisname | Gebiet                                                            |
| --------- | ------------- | ----------------------------------------------------------------- |
| 1949      | 4 Miesbach    | Landkreis Miesbach, Landkreis Starnberg, Landkreis Wolfratshausen |
| 1953–1961 | 199 Miesbach  | Landkreis Miesbach, Landkreis Starnberg, Landkreis Wolfratshausen |
| 1965–1972 | 203 Miesbach  | Landkreis Miesbach, Landkreis Starnberg, Landkreis Wolfratshausen |